# Promachus cinctus
Promachus cinctus là một loài ruồi trong họ Asilidae. Promachus cinctus được Bellardi miêu tả năm 1861. Loài này phân bố ở vùng Tân nhiệt đới.